# Литургия преждеосвященных Даров
Литурги́я преждеосвяще́нных Даро́в, или литурги́я Григо́рия Двоесло́ва (греч. Λειτουργία Προηγιασμένων Τιμίων Δώρων) — вечерня, во время которой христиане причащаются Святых Даров, освященных прежде — на предыдущей полной Литургии по чину святителей Василия Великого или Иоанна Златоуста — и сохраняемые в ковчежце, обычно на престоле или, реже, на жертвеннике. Литургия преждеосвященных Даров в строгом смысле Литургией не является, так как в этом богослужении нет анафоры, и во время этого богослужения не совершается преложение Святых Даров.

## История
Литургия преждеосвященных Даров восходит к апостольским временам. Во времена преследования христиан, заключённым за веру мученикам тайно передавались Святые Дары для предсмертного причащения. Монахи-отшельники перед уходом в безлюдные пустыни также получали Святые Дары, чтобы иметь возможность регулярно причащаться. Однако позже, из-за участившихся случаев попадания Святых Даров в руки еретиков, врагов Церкви и нерадивых христиан, Святые Дары стали храниться только в храмах, а лично причащать на дому больных получили право только епископы или священники. Освященные архиереем в кафедральном соборе Дары в древности иногда торжественно переносились в ближайшие приходские храмы. Эти и другие обычаи легли в основу Литургии преждеосвященных Даров.
Григорий Двоеслов восстановил широкое употребление этой литургии в Римской и других западных церквах. Иерусалимский патриарх Досифей II писал: «Преждеосвященная литургия принята от преемников апостольских и не есть творение Григория Двоеслова». Однако в некоторых богослужебных рукописях с XVI века составление литургии преждеосвященных Даров приписывается святителю папе римскому Григорию Двоеслову.
Трулльский (Пято-шестой) собор 52-м правилом утвердил повсеместное совершение Преждеосвященной литургии в дни Святой Четыредесятницы, чтобы не лишать верных таинственного общения с Господом и вместе с тем не нарушать поста и покаяния совершением торжественной полной литургии.
В современной практике Православной церкви служится в среду и пятницу Святой Четыредесятницы, в полиелейные (Иверской иконы Божией Матери, 1-го и 2-го Обретения главы Иоанна Предтечи, Сорока Севастийских мучеников), храмовые праздники, в четверг 5-й седмицы Великого поста, в понедельник, вторник и в среду Страстной седмицы. Возможно её совершение в канун праздника Благовещения Пресвятой Богородицы 24 марта (7) апреля. До 1930 года в Киево-Печерской лавре совершалась ежедневно в седмичные дни Великого поста (кроме его первых двух дней), что было пережитком Студийского устава, который господствовал в Русской церкви до XV века. В настоящее время эта традиция утеряна.

## Чинопоследование
Литургия Преждеосвященных Даров бывает только в дни Великого поста и, по сути, является великопостной вечерней, на которой происходит торжественное причащение. В связи с этим первая часть литургии практически не отличается от вечерни (до вечернего входа и паремий), а вторая схожа с литургией верных «полной литургии», но без евхаристического канона.

### Первая часть
Как и вечерня, литургия Преждеосвященных Даров начинается с предначинательного 103-го псалма и великой ектении. Затем следует кафизма (чаще всего 18-я) — «псалмы степени» (на церковно-слав в Синодальном переводе «псалмы восхождения») с псалма 119-го до псалма 133-го с малыми ектениями на каждой «Сла́ве». Традиция связывает 15 псалмов восхождения с 15-тью ступенями Иерусалимского храма, на которых они пелись ветхозаветными священниками. Последование вечерни сопровождается в алтаре литургическими действиями:
- во время первого антифона священник извлекает из дарохранительницы (во многих храмах в качестве дарохранительницы в данном случае используется дискос с звездицей и покровцом небольшого размера, которые накрываются специальным колпаком, от попадания пыли) прежде освящённый (то есть освящённый раньше — в предшествующее воскресение) Агнец и поставляет его на дискос,
- во время второго — трижды кругообразно кадит престол и находящиеся на нём Дары,
- во время третьего — переносит Дары с престола на жертвенник, проходя через Горнее место. В связи с этим во время третьего антифона все присутствующие в алтаре, а по благочестивой традиции — и все молящиеся во храме, становятся на колени.

После третьей малой ектении вновь возобновляется последование вечерни — поются 140, 141, 129, 116 псалмы. К десяти последним стихам этих псалмов припеваются соответствующие 10 стихир (стихиры на «Господи, воззвах»). Затем поётся «сла́вник», и на «И ны́не…» — Богородичен. Осуществляется вечерний вход с кадилом (если на литургии читается Евангелие, то вход с Евангелием). Поётся «Свете тихий», произносится прокимен со стихом и читается первая паремия. В течение шести недель Четыредесятницы первая паремия берётся из Книги Бытия, вторая — из Притчей Соломоновых; в великие Понедельник, Вторник и Среду — из Книг Исход и Иова соответственно. Затем следует второй прокимен со стихом.
Характерной особенностью литургии Преждеосвященных Даров является благословение священником молящихся зажжённой свечой и кадилом в руках со словами:
Свет Христо́в просвеща́ет всех.
По обычаю, все молящиеся принимают благословение коленопреклоненно. Это благословение связано с раннехристианским обычаем зажжения светильника на вечерне (с ним же связано название тайных молитв священника на вечерне — «светильничные»).
Завершается первая часть литургии Преждеосвященных Даров пением избранных стихов 140-го псалма с припевом:
Да испра́вится моли́тва моя́, я́ко кади́ло, пред Тобо́ю, воздея́ние руку́ мое́ю, же́ртва вече́рняя.
По Уставу стихи читает чтец, а припев исполняется клиросом. В богослужебной практике нередко стихи поёт хор, а рефрен — молящиеся в алтаре. При этом все молящиеся преклоняют колена. Вслед за этим священник в алтаре возглашает молитву Ефрема Сирина, сопровождаемую тремя земными поклонами.
В дни полиелейных праздников, а также в великие Понедельник, Вторник и Среду читается Евангелие.

### Вторая часть
- Сугубая ектения.
- Первая и вторая молитвы верных. В связи с тем, что Дары уже освящены ранее, молитвы верных посвящены не просьбе о принятии и освящении Даров, а о достойном их причащении.
- Великий вход. Великий вход на литургии Преждеосвященных Даров существенно отличается от аналогичного входа на «полной» литургии тем, что в процессии переносятся с жертвенника на алтарь уже освящённые Дары, то есть Тело Христово. В связи с этим, чашу и дискос несёт священник, держа дискос правой рукой над чашей «близ чела», диакон предшествует ему, обратив лицо к Дарам (то есть идёт, пятясь) и часто кадит, а молящиеся преклоняют колена. Великий вход сопровождается особенным песнопением, разделяемым на две части:

Ны́не Си́лы Небе́сныя с на́ми неви́димо слу́жат, се бо вхо́дит Царь Сла́вы, се Же́ртва та́йная соверше́на дорино́сится.
- Вход со Святыми Дарами. Особенно торжественно этот Великий вход происходит в греческих церквах, где сохранился обычай совершать полный вход, то есть священник и диакон выходят из алтаря северными вратами, идут по храму вплоть до западных врат и затем возвращаются в алтарь через Царские врата.

Ве́рою и любо́вию присту́пим, да прича́стницы Жи́зни ве́чныя бу́дем. Аллилуи́а, аллилуи́а, аллилуи́а.
- Молитва Ефрема Сирина.
- Царские врата затворяются, завеса задёргивается только наполовину.
- Просительная ектения: «Испо́лним вече́рнюю моли́тву на́шу…».
- Отче наш.
- Главопреклоне́нная молитва.
- Возглас священника:

Преждеосвяще́нная Свята́я святы́м.
Причащение духовенства. Запричастный стих:
Вкуси́те и ви́дите, я́ко благ Госпо́дь. Аллилуи́а, аллилуи́а, аллилуи́а.
При изнесения потира, народ поёт:
Благословлю́ Го́спода на вся́кое вре́мя, хвала́ Его́ во усте́х мои́х.
Заамвонная молитва:
Влады́ко Вседержи́телю, И́же всю тварь Прему́дростию соде́лавый,..

## Особенности
1. Отсутствует первая часть полной Литургии — проскомидия;
2. Литургия предваряется службой не только 3-го и 6-го, но и 9-го часа с последованием изобразительных;
3. Начиная со среды 4-й седмицы Великого поста сразу же за ектенией об оглашенных следует ектения о «готовящихся к Святому Просвещению», то есть ко Крещению, которое в древней Церкви совершалось в Великую субботу;
4. Согласно традиции, распространённой исключительно в Русской Православной церкви и отсутствующей у греков, на Литургии преждеосвященных Даров не принято причащать младенцев (которые на обычной литургии причащаются только Кровью Христовой);
5. В 2010-е годы в ряде московских храмов возникла традиция совершения Литургии преждеосвященных Даров в вечернее время (так как соединяется с вечерней). Это не противоречит церковным канонам и даёт возможность учащимся и работающим в утреннее и дневное время посетить богослужение. В этом случае готовящиеся ко причащению могут позавтракать, но после полудня (с 12:00 часов), соблюдая евхаристи́ческий пост, воздерживаются от еды и питья — до причащения остаётся примерно 7-8 часов.